# Plaza de la Soberanía
La Plaza de la Soberanía Nacional fue inaugurada el 26 de febrero de 2022 en el centro histórico de Managua, frente al Palacio Nacional de la Cultura. La obra forma parte del proyecto de embellecimiento del casco histórico promovido por la Alcaldía de Managua.

## Diseño y características
El diseño de la plaza incluye iluminación decorativa LED, bancas, jardines, áreas peatonales y accesibilidad universal. Se encuentra alineada visualmente con el Palacio Nacional, lo que le otorga un carácter monumental y simbólico.

## Función social y cultural
Desde su apertura, la plaza ha sido utilizada como escenario de actividades culturales, conciertos, ferias y exposiciones. Las noches y fines de semana son aprovechadas por las familias capitalinas para pasear y disfrutar del entorno urbano.

## Controversias
Previo a su inauguración, algunos concejales y medios independientes señalaron que el proyecto no figuraba en el Plan de Inversiones Municipales de 2021, y se cuestionó el origen de los fondos para su ejecución.